# Belgique au Concours Eurovision de la chanson 1976
La Belgique a participé au Concours Eurovision de la chanson 1976 à La Haye, aux Pays-Bas. C'est la 21e participation de la Belgique au Concours Eurovision de la chanson.
Le pays est représenté par Pierre Rapsat et la chanson Judy et Cie, sélectionnés via une émission de finale nationale organisée par la Radiodiffusion-télévision belge (RTB).

## Sélection

### Avant-première Eurovision 1976
Le chaîne de télévision belge pour les émissions Radiodiffusion-télévision belge (RTB, prédécesseur de l'actuelle RTBF) organise une finale nationale télévisée intitulée Avant-première Eurovision 1976 pour sélectionner l'artiste et la chanson représentant la Belgique au Concours Eurovision de la chanson 1976.
La finale nationale a lieu le 21 janvier 1976.
Les différentes chansons sont toutes interprétées en français, une des langues nationales de la Belgique.
Lors de cette sélection, c'est la chanson Judy et Cie, écrite par Éric Van Hulse et composée et interprétée par Pierre Rapsat qui fut choisie. Le classement des autres chansons n'est pas connu.

#### Finale
| Ordre | Artiste          | Chanson                   | Points | Place |
| ----- | ---------------- | ------------------------- | ------ | ----- |
| 1     | Delizia          | Monsieur, chante pour moi | –      | –     |
| 2     | Didier Vincent   | Je viens chanter          | –      | –     |
| 3     | Le Grand Frisson | La Musique                | –      | –     |
| 4     | Andrée Simons    | H Coco                    | –      | –     |
| 5     | Pierre Rapsat    | Judy et Cie               | –      | 1     |

## À l'Eurovision

### Points attribués par la Belgique
| 12 points | Royaume-Uni |
| 10 points | France      |
| 8 points  | Monaco      |
| 7 points  | Suisse      |
| 6 points  | Luxembourg  |
| 5 points  | Israël      |
| 4 points  | Pays-Bas    |
| 3 points  | Autriche    |
| 2 points  | Grèce       |
| 1 point   | Allemagne   |

### Points attribués à la Belgique
| 12 points  | 10 points  | 8 points                     | 7 points      | 6 points           |
| ---------- | ---------- | ---------------------------- | ------------- | ------------------ |
| - Finlande |            | - Italie - Monaco - Portugal | - Royaume-Uni | - Norvège - Suisse |
| 5 points   | 4 points   | 3 points                     | 2 points      | 1 point            |
| - France   | - Pays-Bas | - Autriche                   |               | - Israël           |

Pierre Rapsat interprète Judy et Cie en 6e position, après le Luxembourg et avant l'Irlande. Au terme du vote final, la Belgique termine 8e sur 18 pays avec 68 points.